# 765 Маттіака
765 Маттіака (765 Mattiaca) — астероїд головного поясу, відкритий 26 вересня 1913 року.
Тіссеранів параметр щодо Юпітера — 3,379.